# Хегай Арнольд Аркадійович
Хегай Арнольд Аркадійович (нар. 15 березня 1992 року, Лиманське, Одеська область, Україна) — український боксер-професіонал, виступає у напівлегкій ваговій категорії. Претендент на титул WBO.

## Спортивна кар'єра

### Тайський бокс
Провів понад 30 боїв на аматорському ринзі за правилами тайського боксу і є чемпіоном світу, чемпіоном Європи, багаторазовим чемпіоном України з цього виду спорту.

### Бокс
28 жовтня 2015 року відбувся дебют Арнольда Хегая у професійному боксі, коли у Москві, у 2-му раунді він нокаутував 
киргизького боксера Чингіза Уулу Ахмата.
10 лютого 2016 у третьому бою вперше здобув перемогу не нокаутом над вірменським боксером Давітом Ховханнісяном. Перемога була здобута одностайним рішенням.
29 квітня 2016 в результаті бою з казахстанським боксером Єржаном Заліловим здобув першу і на разі останню нічию у кар'єрі.
27 листопада 2017 наприкінці раунду нокаутував результативного російського боксера Валерія Третякова.

### Таблиця боїв
| 21 Перемога (13 нокаутом, 8 за рішення суддів), 1 Поразка (0 нокаутом, 1 за одноголосним рішення суддів), 1 нічия (1 роздільним рішенням) |        |                    |        |                |        |       |     |                   |                              |          |
| Результат | Рекорд | Суперник           | П-П-Н  | Останні 6 боїв | Спосіб | Раунд | Час | Дата              | Місце проведення             | Примітки |
| Перемога | 12-0-1 | Адам Лопез         | 16-2-2 |                | UD     |       |     | 11 травня 2018    | 2300 Arena, Філадельфія, США |          |
| Перемога | 11-0-1 | Валерій Третяков   | 11-0-0 |                | КО     |       |     | 27 листопада 2017 | Лужнікі, Росія               |          |
| Перемога | 10-0-1 | Джуліас Кісараве   | 24-3-1 |                | UD     |       |     | 5 квітня 2017     | Korston Club, Москва, Росія  |          |
| Перемога | 9-0-1  | Мішіко Шубітідзе   | 16-6-3 |                | КО     |       |     | 15 лютого 2017    | Korston Club, Москва, Росія  |          |
| Перемога | 8-0-1  | Лазізбек Узоков    | 4-11-2 |                | UD     |       |     | 25 листопада 2016 | Korston Club, Москва, Росія  |          |
| Перемога | 7-0-1  | Нурзар Чавчалавзе  | 15-7-0 |                | ТКО    |       |     | 30 серпня 2016    | Korston Club, Москва, Росія  |          |
| Перемога | 6-0-1  | Франціс Кімані     | 7-2-2  |                | RTD    |       |     | 2 червня 2016     | Korston Club, Москва, Росія  |          |
| Нічия | 5-0-1  | Йержан Залілов     | 4-0-0  |                | SD     |       |     | 29 квітня 2016    | Korston Club, Москва, Росія  |          |
| Перемога | 5-0    | Суїнбек Киргизбаєв | 0-3-0  |                | ТКО    |       |     | 28 березня 2016   | Korston Club, Москва, Росія  |          |
| Перемога | 4-0    | Рауф Агаєф         | 17-2-0 |                | RTD    |       |     | 21 лютого 2016    | Cosmos Hall, Москва, Росія   |          |
| Перемога | 3-0    | Давіт Говганнісян  | 1-3-0  |                | UD     |       |     | 10 лютого 2016    | Первомайське, Росія          |          |
| Перемога | 2-0    | Магомед Хафізов    | 3-0-3  |                | KO     |       |     | 21 листопада 2015 | KRC Arbat, Росія             |          |
| Перемога | 1-0    | Чингіз Ахмат уулу  | 1-3-0  |                | TKO    |       |     | 28 жовтня 2015    | Volta Club, Москва, Росія    |          |